# Joel
Sveti Joel (značenje: Jahve je Bog), starozavjetni mali prorok.

## Životopis
O Joelovu se životu malo toga zna. Bio je sin Petuelov i drugi od 12 malih proroka. Djelovao je između 8. i 5. stoljeća pr. Kr. Nakon što izraleski narod nije prepoznao Jahvinu kaznu, Joel postaje Božji izabranik tijekom prirodnih nepogoda i ratova te upozorava Izraelce da se obrate Jahvi i pokaju za svoje grijehe. Napisao je proročku knjigu od 4 poglavlja koja se citirala u Djelima apostolskim i Poslanici Rimljanima.